# كي لوك
كي لوك (18 يونيو 1904 - 12 يناير 1991)، هو ممثل سينمائي وتلفزيوني أمريكي من أصل صيني ومستشار تقني وفنان وعضو مؤسس في نقابة ممثلي الشاشة.
توفي بجلطة دماغية في 12 يناير 1991 عن عمر يناهز 86 عامًا. تم دفنه في حديقة روز هيلز التذكارية في ويتير، كاليفورنيا.

## روابط خارجية
كي لوك على موقع IMDb (الإنجليزية)
- كي لوك على موقع ألو سيني (الفرنسية)
- كي لوك على موقع ميوزك برينز (الإنجليزية)
- كي لوك على موقع أول موفي (الإنجليزية)
- كي لوك على موقع قاعدة بيانات برودواي على الإنترنت (الإنجليزية)
- كي لوك على موقع قاعدة بيانات الأفلام السويدية (السويدية)
- كي لوك على موقع إن إن دي بي (الإنجليزية)
- كي لوك على موقع قاعدة بيانات الفيلم (الإنجليزية)
- كي لوك على موقع كينوبويسك (الروسية)